# 陰道分娩

正常陰道分娩（normal vaginal delivery）的程序

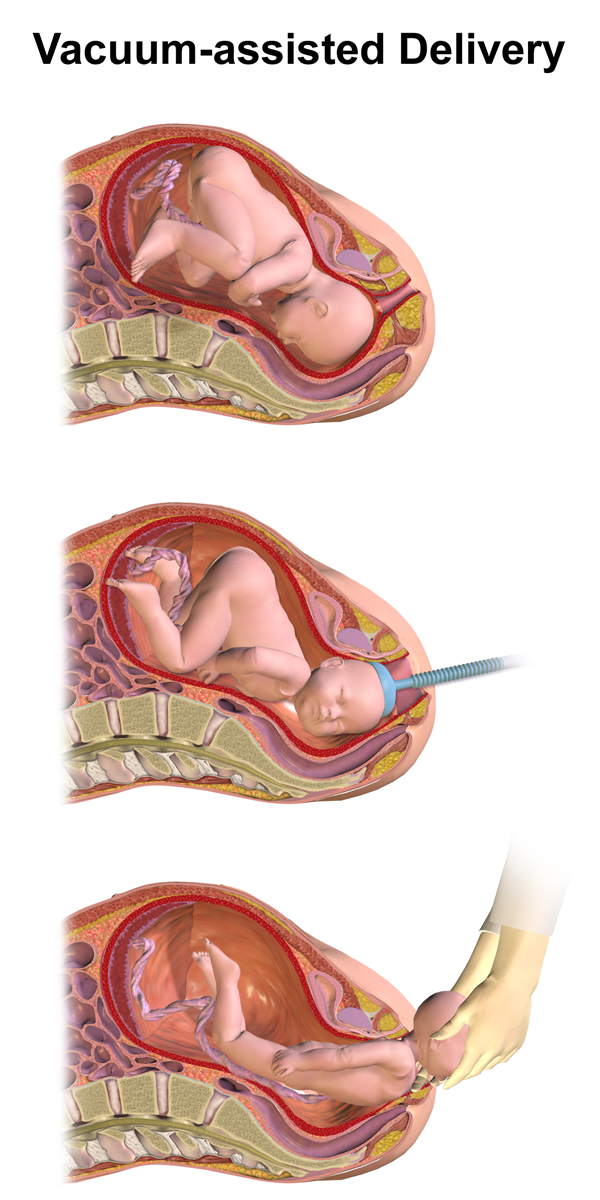
儀器阴道分娩的程序

陰道分娩（俗稱自然順產、順產），是指哺乳類從陰道分娩產下後代，也包括人類產婦的生產。幾乎所有哺乳類的正常分娩方式都是陰道分娩，只有单孔目例外，是用卵生方式繁殖後代。
產婦若在醫院進行陰道分娩，一般需住院36-48小時，若進行會陰切開術，需住院48-60小時，若是剖宮產，需住院72-108小時。以下是各種不同陰道分娩的細部分類：
- 自然陰道分娩（spontaneous vaginal delivery，簡稱SVD）是指產婦在沒有藥物或醫學技術輔助引產的情形下生產，而且以一般的方式產下嬰兒，沒有用產鉗或真空牽引（英语：Ventouse）等輔助方式，也沒有用剖宮產生產。

- 辅助阴道分娩（assisted vaginal delivery，簡稱AVD）或手術陰道分娩，是指產婦（可能有用藥物或醫學技術輔助引產，也可能沒有）在分娩時需要利用產鉗或真空牽引（英语：Ventouse）等輔助方式分娩。

- 儀器阴道分娩（instrumental vaginal delivery，簡稱IVD）也是指辅助阴道分娩。

- 引產阴道分娩（induced vaginal delivery，也簡稱IVD）是有引產的阴道分娩，利用藥物或是人工技術使嬰兒提早出生。不過IVD較少指引產阴道分娩。

- 正常阴道分娩（normal vaginal delivery，簡稱NVD）是泛指所有的阴道分娩，一般是用在統計或是研究中，和剖宮產相對。

## 陰道分娩的三階段
陰道分娩的開始會是子宮的收縮，將胎兒推向產道，進而出生，可以分為三階段。
1. 第一階段的開始是子宮的收縮，當子宮頸完全擴張到直徑10公分時，進入第二階段[5]。第一階段還可以分為「潛伏期」及「活動期」。潛伏期的子宮頸約在直徑6公分以內，活動期的子宮頸約在直徑6公分至10公司。
2. 第二階段是從子宮頸完全擴張到直徑10公分開始，到胎兒排出子宮為止。此階段的特徵是子宮強烈的收縮，加上產婦「生下來」的用力動作，時間約從20分鐘到二小時不等[6]。
3. 第三階段是從到胎兒出生開始，到胎盤排出為止[5]，時間約從5分鐘到30分鐘不等。